# Márkfi Sámuel
Márkfi Sámuel született Markoja Ferenc (Cserencsóc, Zala megye, 1811. március 29. – Pest, 1861. június 2.) bencés áldozópap, bölcseleti és teológiai doktor, egyetemi igazgató és tanár, a Magyar Tudományos Akadémia levelező tagja.

## Élete
Szlovén nemzetiségű családban született. Családi neve eredetileg Markoja volt. A keresztségben a Ferenc nevet kapta. Szülei id. Markoja Ferenc és Csura Barbara voltak. A gimnáziumot Szombathelyen és Kőszegen végezte. 1826. október 16-án belépett a bencés rendbe, ott lett neve Sámuel. 1834-ben a pesti egyetemen bölcseleti (1837-ben pedig a bécsi egyetemen teológiai doktori) oklevelet nyert. Miután teológiai tanulmányait befejezte Pannonhalmán, 1835. március 8-án misés pappá szentelték. 1837-től 1846-ig héber és görög nyelvet, valamint bibliai szövegértelmezést tanított Pannonhalmán.
1846-ban pályázat útján elnyerte e tudományok tanszékét az egyetemen, és Pestre költözött. 1850-ben meghívták a magyarországi érsekek és püspök értekezletére, és ott rábízták a jegyzői tisztet. Amikor Scitovszky János bíboros-érsek megbízást kapott a szentszéktől, hogy a magyarországi szerzetesrendek fegyelmét helyreállítsa, 1852-ben Márkfit vette maga mellé titkárul, aki hat évig viselte a hivatalt. 1856-tól a Pest kerületi nyugalomba vonult papok lelki igazgatója, 1857–58-ban a teológiai tanulmányok igazgatója lett.
1860-ban az egyetem rektorává választották. Erélyesen küzdött a magyar tannyelv újbóli engedélyeztetéséért. Az uralkodó arany koronás érdemkereszttel tisztelte meg. A Magyar Tudományos Akadémia 1860. október 9-én választotta tagjai sorába, de mielőtt székét elfoglalhatta volna, 1861. június 2-án meghalt. Ünnepélyes búcsúztatások között temették a Kerepesi úti temetőben, s sírja fölé a Gerenday cég által készített jellegzetes síremléket emeltek. Téves sírfeliratát javították, s immár a helyes adatok olvashatók a síron.
Cikkei a Religióban (1848. I. A hittani oktatás rendezéséről, 1850. I. «1850.» Lehet-e nem katholikusoknak más elvök a sz. írás értelmezésében mint a katholikusoknak? 1851. I. Betekintés némely mult századi tervekbe. Szabad tanórák szent Pál leveleiből, 1858. I. A magyar szentírás javításáról, 1854. I. Uros, pannonhegyi apát 1206-1244., 1885. I. Igaz-e, hogy az utóbbi evangelisták az előbbiekből sokat átírtak? 1856. II. Mit keresünk Mária Czellben? 1857. II. Sok a mi sok).

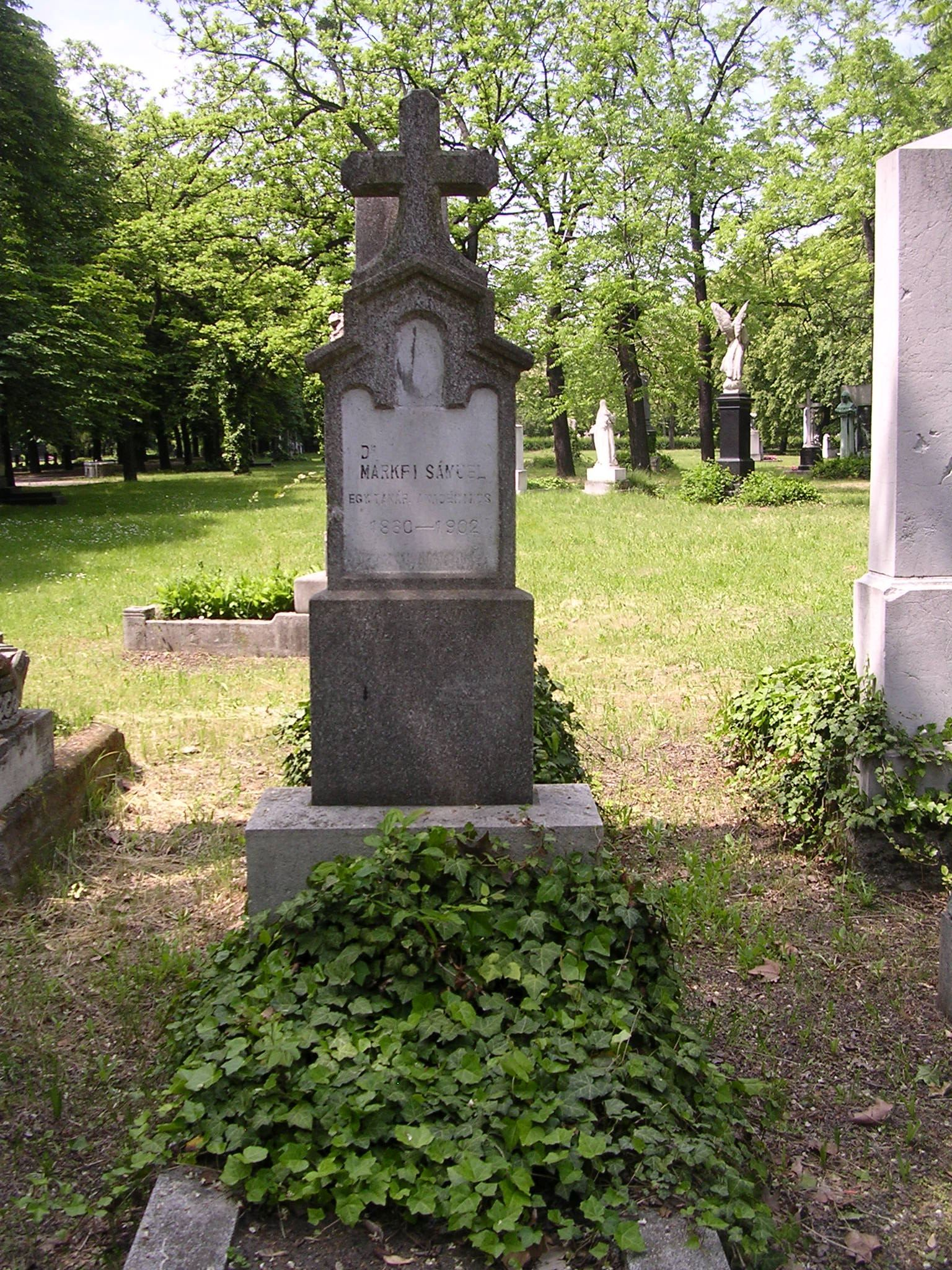
Sírja a Fiumei úti sírkertben (29/1-1-8)

## Munkái
- Bucsúvers, melyet ft. Horváth Pál tihanyi apát urat, Pannonia hegyéről, hol 12 esztendeig viselé a sz. Benedek rendje kormányát, saját apátságába késéré a pannonhegyi szerzetes nevendékség 1830. Győr
- Hitkételyek Pest, 1849 (Horváth-díjjal jutalmazták)
- Szent szakaszok, melyek a anyaszent egyház köz isten-tiszteletén olvastatnak. Uo. 1854.
- Szent evangeliumok, leczkék és epistolák a katholikus egyházi évnek minden vasár- és ünnepnapjánra. Üdvözítőnk szenvedéstörténetével és egy függelékkel. Bécs, 1856
- Introductio in sacros libros novi testamenti. In usum auditorum scripta. Budae, 1856-57, két kötet (tankönyvül felvétetett Rómában a Collegium de propaganda fideiben, Ungvárt, Kalocsány sat. 2. kiadást javította és bővítette Vurdics Ignácz. Győr, 1877)
- Scriptores facultatis theologicae qui ad c. r. scientiarum universitatem Pestiensem ab eius origine, anno 1636, ad annum 1858. operabantur. Pestini, 1859.
- Codex graecus quatuor evangeliorum e bibliotheca universitatis Pestinensis cum interpraetatione Hungarica editus. Ugyanott, 1860.

Kézirati munkái: Interpretatio littararum apostolicarum, quibus Pius IX. s. m. immaculatam B. M. V. conceptionem dogmatice definivit (egyházi használatra felvették); Manuscripta biblica, (Exeg. in evang. s. Joannis, Matthaei, Marci, actus apostolorum, apocalypsin, 4rét 259 lap (a pannonhalmi könyvtárban); Oratio, qua aug. Austriae imperatoris Ferdinandi I. Hungariae ... regis apostolici gloriosum natalem die 19. Apr. 1836. in instituto sublimiori ad s. Augustinum homagiali devotione et gratissimi animi sensu celebravit, 4rét 33 lap (ugyanott); Acta benedictinorum Montis Pannoniae anno 1841 et 1842, ívrét kötet.